# رنگرزی سنتی
رنگرزی سنتی به رنگرزی گفته می‌شود که بدون دخالت عوامل صنعتی و مواد شیمیایی انجام می‌شود. در رنگرزی سنتی عموماً از پاتیل‌های بزرگ برای رنگ کردن کالای نساجی استفاده می‌شود. در این نوع رنگرزی از مواد رنگزای طبیعی برای رنگ کردن استفاده می‌شود.

## پیشینه

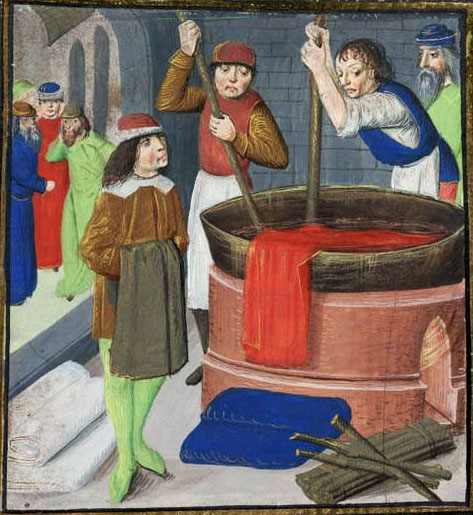
نگاره‌ای که رنگرزی لباس‌های پشمی در بریتانیا را در سال ۱۴۸۲ (میلادی) نشان می‌دهد.

نقاشی رنگی بر روی دیوارها، ۹ تا ۱۵ هزار سال قبل از میلاد در اسپانیا مشاهده شده‌است. این نقاشی‌ها به وسیله رنگدانه‌های غیرآلی انجام شده و توانسته‌اند برای مدت بسیار طولانی دوام آورند. لباس‌های رنگی در همه فرهنگ‌های گذشته تولید شده‌اند، ولی به دلیل کمی پایداری رنگ آن‌ها. نمونه‌های بسیار قدیمی کالاهای نساجی رنگرزی شده با مواد رنگزای طبیعی کمیاب است. با توجه به نوع آب و هوا، انواع گیاهان جهت تولید رنگ‌های متنوع در رنگرزی استفاده می‌شوند، به علاوه از پس مانده‌های گیاهی نیز به عنوان منبع مهم و منشأ طبیعی استفاده می‌شود که مورد دوم در اغلب منابع و مقالات علمی به دست فراموشی سپرده شده‌است. تا پایان قرن نوزدهم میلادی رنگزاهای طبیعی منبع اصلی رنگ برای رنگرزی کالاهای نساجی بوده‌اند.
پژوهش‌های باستان‌شناسی مؤید آن است که ایرانیان در رنگرزی مانند سایر اقوام و ملل قدیم بسیار با تجربه بوده و مواد رنگزایی که در منسوجات خود به کار می‌برده‌اند، بسیار با ثبات و چشمگیر بوده‌است. برای سال‌های متمادی مواد رنگزای طبیعی یکی از اقلام صادراتی ایران بوده‌است. در اواخر دوره قاجاریه کارگاه‌های متعدد رنگرزی در جوار کارگاه‌های قالی بافی فعالیت پررونقی داشتند. در این کارگاه‌ها فراورده‌های گیاهانی از قبیل روناس، اسپرک، پوست گردو و انار را به مصرف می‌رسانیدند و تجار صادرکننده نیز مواد رنگزای گیاهی مازاد بر مصرف داخلی را که در کارگاه‌های تولید رنگ بسته‌بندی شده بود را به خارج صادر می‌کردند.

## کارگاه رنگرزی سنتی

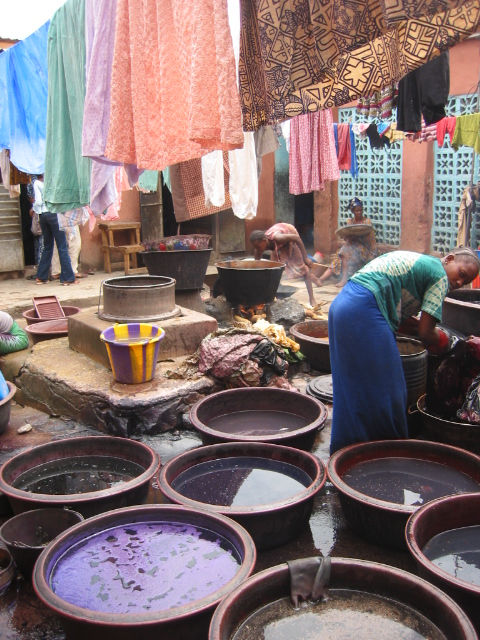
یک کارگاه رنگرزی سنتی در کشور آفریقایی مالی

کارگاه‌های رنگرزی سنتی اشکال متفاوتی دارند و معمولاً یک ردیف پاتیل (خم رنگرزی) در دیوار کارگاه تعبیه شده که بسته به
نوع رنگ کاربردی، پاتیل‌ها از چدن یا مس ساخته شده و زیر هر کدام اجاقی قرار می‌دهند. ابتدا با فروبردن الیاف در محلول قلیاب و آب گرم چربی طبیعی الیاف پشمی را می‌گیرند که به آن قلیاب کردن می‌گویند.

## مواد رنگزای مورد استفاده در رنگرزی سنتی
دسته‌ای از گیاهان دارای رنگینه‌ها یی با ثبات عالی و متوسط هستند و در رنگرزی سنتی نقش مؤثری دارند. روناس، اسپرک، نیل، گل بابونه، برگ انگور عسگری، چغندر، پوست پیاز، برگ درخت توت، وسمه، گل رنگ، گل جعفری، برگ انجیر، پوست انار، بلوط، پوست گردو، هلیله، سماق، زعفران، جاشیر و غیره از گیاهانی هستند که در ایران یافت شده و از مواد رنگزای آن‌ها در رنگرزی استفاده می‌شده‌است.